# فاتن الشوباشي
فاتن الشوباشي (بالإنجليزية: Faten El-Shoubashy) ممثلة مصرية من مواليد 23 نوفمبر 1935. تخرجت من كلية الآداب قسم اللغة الفرنسية، وهي ابنة الأديب محمد فريد الشوباشي، واشقاؤها يعملون في الصحافة، وعاش الكثير منهم في فرنسا، وهي جدة الممثلة لقاء الخميسي. أكتشفها الكاتب وشاعر الرومانسية عبد الرحمن الخميسي (1920 - 1987) وتزوجها وأنجب منها «هند» و«خالد».
توفت في 28 أبريل 1968 أثر حريق منزلها عن عمر يناهز 33 سنة وكان رصيدها الفني 10 أعمال. كتب عنها الكاتب صالح مرسي (صاحب كتاب رأفت الهجان): «منذ كانت في السابعة عشر وهي تخوض معركة حامية ورهيبة ضد الكذب والنفاق والغش والخداع. ربما كانت البيئة التي نشأت فيها هي السبب، ربما كان والدها المثقف ومئات الكتب التي تربت وسطها مرصوصة بطول جدران البيت هي السبب... تحب عبد الرحمن الخميسي وهي تعرف أن المجتمع كله سيقف ضدها لأنها تعلم أنه مجتمع غريب قد يبارك الكذب لكنه يحارب الصدق».

## قائمة أعمالها
المسلسل الإذاعي «يوميات نائب في الأرياف» للمخرج أحمد عبد الحميد.
المسلسل الإذاعي «القصر العالي» للمخرج مصطفى الشريف.
1963: شباب طائش للمخرج السيد زيادة، عام 1963
فيلم «الحقيقة العارية» للمخرج عاطف سالم، عام 1963
فيلم «مطلوب أرملة» للمخرج عيسى كرامة، عام 1965
فيلم «حب للجميع» للمخرج عبد الرحمن شكري، عام 1965
فيلم «من أحب» من إخراج الممثلة ماجدة، عام 1966
مسلسل «ماما» من إخراج وتأليف عبد الرحمن الخميسي، عام 1966
مسلسل «الرمال الناعمة» بطولة زين العشماوي ونيللي وفاتن الشوباشي، عام 1967
فيلم «الدخيل» للمخرج نور الدمرداش، عام 1967

## وصلات خارجية
- فاتن الشوباشي على موقع IMDb (الإنجليزية)
- فاتن الشوباشي على موقع الدهليز
- فاتن الشوباشي على موقع قاعدة بيانات الأفلام العربية
- فاتن الشوباشي على موقع الدهليز
- فاتن الشوباشي على موقع كاروهات

https://www.elmogaz.com/663590 فاتن الشوباشي
https://www.vetogate.com/2819133 فاتن الشوباشي